# 歐塞維奧阿亞拉
歐塞維奧阿亞拉（西班牙語：Eusebio Ayala），是巴拉圭的城鎮，位於該國中部，由科迪勒拉省負責管轄，距離亞松森72公里，始建於1770年，面積338平方公里，2008年人口20,843，人口密度每平方公里61.6人。因巴拉圭总统尤塞比奥·阿亚拉出生于此而得名。